# Varzo
Varzo là một đô thị ở tỉnh Verbano-Cusio-Ossola trong vùng Piedmont của Ý, có cự ly khoảng 130 km về phía đông bắc của Torino và khoảng 35 km về phía tây bắc của Verbania, ở biên giới với Thụy Sĩ. Tại thời điểm ngày 31 tháng 12 năm 2004, đô thị này có dân số 2.209 người và diện tích là 94,4 km².
Varzo giáp các đô thị: Baceno, Bognanco, Crevoladossola, Crodo, Grengiols (Thụy Sĩ), Ried-Brig (Thụy Sĩ), Trasquera, Zwischbergen (Thụy Sĩ).